# Surfing

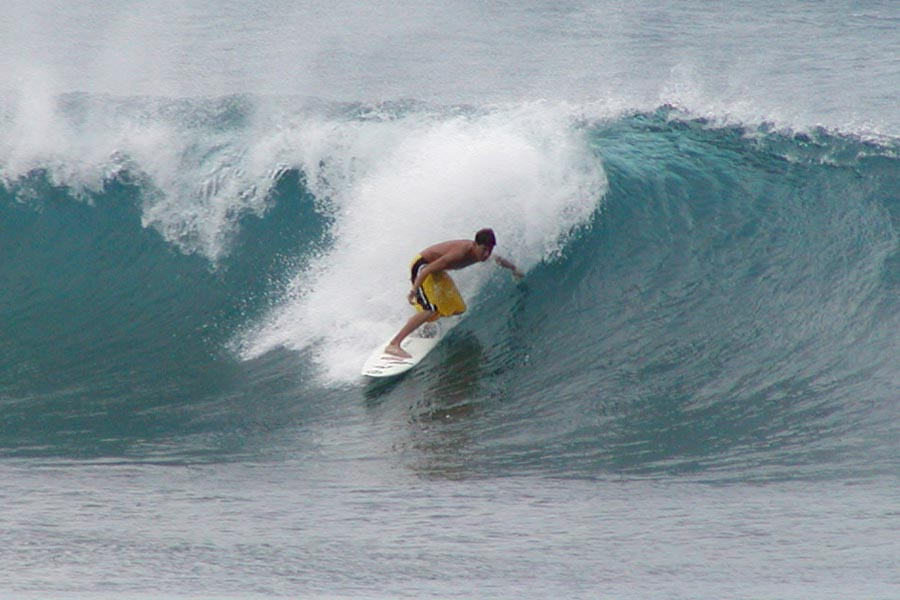
Surfing

Surfingul (în limba hawaiiană: heʻe nalu, în engleză surfing) este un sport nautic originar din insulele Hawaii care constă în plutirea sportivului pe crestele valurilor cu ajutorul unor scânduri speciale (planșe) sau ambarcațiuni asemănătoare unor canoe, pe care se stă în picioare.
Surf (a se citi: sărf), termen din engleză, care înseamnă placă plutitoare de lemn sau de material plastic care servește la alunecarea pe suprafața apei. Valurile potrivite pentru surfing se găsesc de obicei în ocean, dar și în lacuri sau râuri în forma unui val constant. În ziua de azi surfingul mai poate fi realizat prin surse artificiale, cum ar fi piscinele cu valuri. Populațiile native din Pacific făceau surf pe alaia, paipo și alte planșe speciale pe burtă, genunchi sau în picioare. În plus, a face surf pe un val fără placă era considerat de unii a fi cea mai pură formă de surfing. În prezent, definiția surfului tinde să se refere la acțiunea unui surfer ce stă în picioare pe o placă. Subdiviziunile majore ale surfului sunt longboarding-ul⁠(en)[traduceți], shortboarding-ul⁠(en)[traduceți] și stand-up paddle surfing (SUP)⁠(en)[traduceți], cu diferențe în mărimea și forma plăcii, designul plăcii și felul în care se face surf. Guinness World Records a recunoscut un val de 23,8 metri pe care a făcut surf Garett McNamara din Portugalia ca fiind cel mai înalt val pe care s-a făcut surf vreodată.  

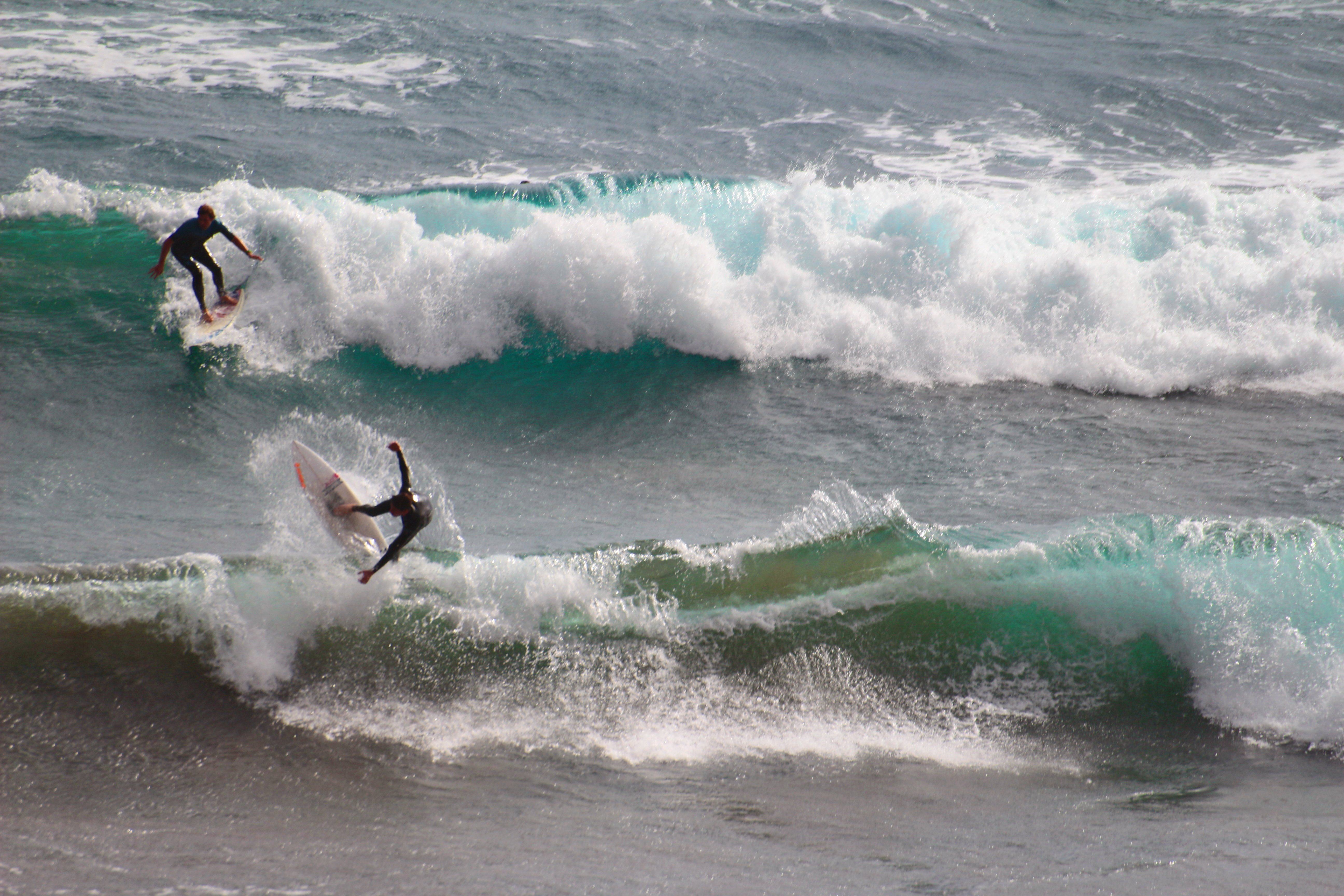
Surfing la El Medano

## Istorie și origine
De secole, surfing-ul a fost o parte importantă a culturii  Polineziene. Este posibil ca surfingul să fi fost observat pentru prima dată de europeni în Tahiti în 1767 de Samuel Wallis și echipajul navei HMS Dolphin⁠(en)[traduceți] care au fost primii europeni ce au vizitat insula. Un alt canditat este botanistul Joseph Banks făcând parte din expediția lui James Cook pe HMS Endeavour, ce a sosit pe 10 aprilie 1769 în Tahiti. James King este primul care a scris despre surfingul din Hawaii în timpul completării jurnalelor de călătorie ale lui James Cook după moartea lui în 1779. 
Când Mark Twain a vizitat Hawaii în 1866, el a scris : „Într-un loc ne-am întâlnit cu o mulțime de nativi dezbrăcați, de toate sexele și vârstele, distrându-se cu modul național de petrecere a timpului, cel al surfului.”
George Freeth (8 noiembrie 1883 – 7 aprilie 1919) este considerat a fi „părintele” surfing-ului modern.În 1907, interesele baronului Henry Huntington a adus vechea artă a surfing-ului pe coasta Californiei. Fiind în vacanță, Huntington a văzut băieți Hawaiieni făcând surf pe valurile din apropierea insulei. Căutând un mod de a aduce mai mulți vizitatori pe plaja Rodendo, unde investise foarte mulți bani, a angajat un tânăr Hawaiian să facă surf în apropiere. Freeth a decis să reînvie arta surfului dar a avut un succes mic cu plăcile mult prea mari, dar populare în acea vreme. După ce a tăiat plăcile în două pentru a le face mai manevrabile, a creat originalul „Longboard”, care l-a făcut faimos pe insule.

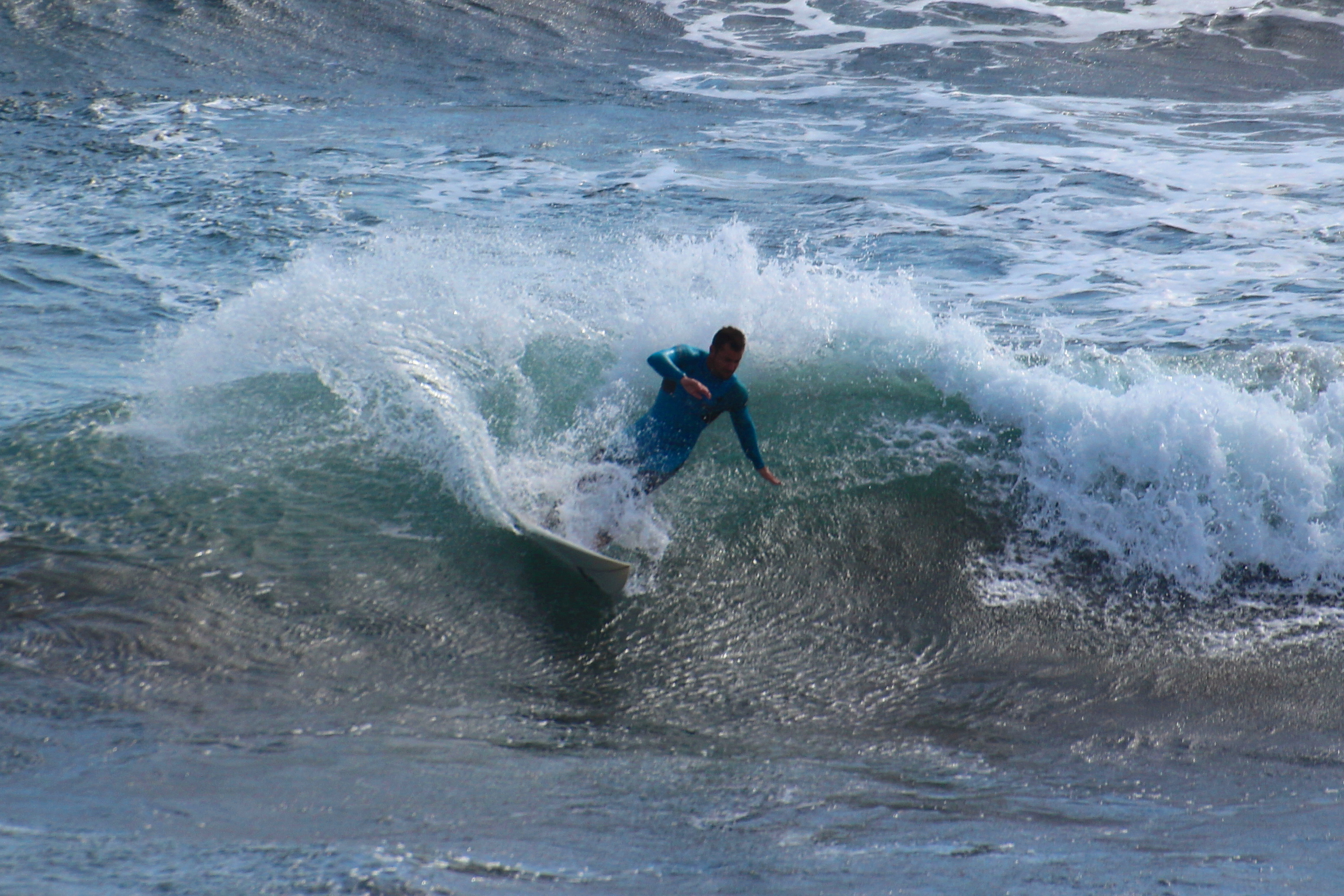
Surfing pe val

## Surferi și cultura surfului
Surferii reprezintă o cultură diversificată bazată pe „călărirea” valurilor. Unii oameni practică surful ca pe o activitate de Recreere, în timp ce alții o consideră nucleul vieții lor. În afară de Statele Unite ale Americii, surful mai este practicat predominant în Hawaii și California deoarece aceste două locații oferă condiții prielnice practicării acestui sport.  Surfing-ul reprezintă acum o industrie de milioane de dolari în special la articolele de îmbrăcăminte.